# Marek Ratajczak
Marek Kazimierz Ratajczak (ur. 16 marca 1954 w Jarosławiu) – polski ekonomista, nauczyciel akademicki, profesor nauk ekonomicznych, członek Rady Naukowej Narodowego Banku Polskiego, w latach 2012–2014 podsekretarz stanu i następnie do 2015 sekretarz stanu w Ministerstwie Nauki i Szkolnictwa Wyższego.

## Życiorys
W 1977 ukończył studia ekonomiczne na Akademii Ekonomicznej w Poznaniu. Stopień doktora uzyskał w 1982, a stopień doktora habilitowanego w 1990 na poznańskiej AE na podstawie rozprawy zatytułowanej Infrastruktura a międzynarodowa współpraca gospodarcza w Polsce. W 2000 otrzymał tytuł profesora nauk ekonomicznych. W pracy naukowej specjalizuje się w zakresie roli infrastruktury gospodarczej w procesach makroekonomicznych oraz historii myśli ekonomicznej.
Zawodowo związany z Akademią Ekonomiczną (przemianowanej następnie na Uniwersytet Ekonomiczny) w Poznaniu, gdzie został kierownikiem Katedry Teorii i Historii Ekonomii (przemianowanej następnie na Katedrę Makroekonomii i Badań nad Rozwojem). W latach 2002–2008 był prorektorem ds. rozwoju uczelni i doskonalenia kadr. Był także profesorem Wyższej Szkoły Zarządzania i Bankowości w Krakowie.
Pełnił funkcje prezesa wojewódzkiego zarządu Polskiego Towarzystwa Ekonomicznego w Poznaniu, członka Rady Naukowej Polskiego Towarzystwa Ekonomicznego, członka Komitetu Nauk Ekonomicznych PAN, członka Komisji Akredytacyjnej Zespołu Bolońskiego Konferencji Rektorów Akademickich Szkół Polskich, członka Komitetu Ewaluacji Jednostek Naukowych. W latach 2007–2010 był członkiem Rady Naukowej NBP kierowanej przez Sławomira Skrzypka. Powoływany również w skład Komitetu Nauk Ekonomicznych Polskiej Akademii Nauk.
Jest autorem ok. 250 opracowań, m.in. dotyczących instytucjonalnych aspektów transformacji oraz edukacji wyższej w zakresie ekonomii, a także autorem książki Infrastruktura w gospodarce rynkowej (1999), za którą wyróżniono go nagrodą przyznawaną przez ministra edukacji oraz Nagrodą PTE im. prof. Edwarda Lipińskiego.
W lutym 2012 został podsekretarzem stanu w Ministerstwie Nauki i Szkolnictwa Wyższego, odpowiadającym m.in. za politykę finansową nauki i szkolnictwa wyższego, sprawy europejskie oraz współpracę z Komitetem Ewaluacji Jednostek Naukowych i Polską Akademią Nauk. W styczniu 2014 awansowany na stanowisko sekretarza stanu w Ministerstwie Nauki i Szkolnictwa Wyższego. Pełnił tę funkcję do jesieni 2015.